# جنگ داخلی ساسانیان
جنگ داخلی ساسانیان (۵۹۱–۵۸۹) در سال ۵۸۹ میلادی بر اثر نارضایتی زیاد اشراف از هرمز چهارم درگرفت و با شکست سپاهیان بهرام چوبین پایان یافت. به علت بیماری هرمز چهارم و بی‌اعتمادی اشراف و درباریان به او، وندوی و برادرش گستهم علیه پادشاه کودتا کردند و کاخ وی را آتش زدند و او را از تخت پایین کشیدند. پس از آن پسر شاه، خسرو پرویز به جای پدرش بر تخت نشست. بهرام چوبین که می‌خواست پادشاهی اشکانی را احیا کند، از فرصت استفاده کرد و علیه خسرو وارد جنگ شد. وی در ابتدا موفقیت‌هایی کسب کرد و خسرو مجبور به فرار به بیزانس شد. سپس خسرو با موریس امپراتور بیزانس پیمان اتحاد برعلیه بهرام چوبین بست. در سال ۵۹۱ میلادی، خسروپرویز و متحدان بیزانسی‌اش، با سپاه بهرام چوبین در میان رودان درگیر شده و موفق به شکست سپاهیان بهرام شدند.
پس از این واقعه بهرام چوبین به قلمرو ترکان در فرارود گریخت.

## پیش زمینه
هنگامی که خسرو انوشیروان به تاج و تخت ساسانی رسید دست به یکسری اصلاحات جدی زد که از طرف پدرش قباد یکم شروع شده بود.
این اصلاحات بیشتر روی اشراف‌زادگان تمرکز داشت که قدرت زیادی به دست آورده بودند و حتی می‌توانستند حاکمان را عزل کنند.
خسرو در این اصلاحات کاملاً موفق بود، و پس از مرگ او در ۵۷۹ میلادی، این اصلاحات توسط پسرش هرمز چهارم که راه پدر را ادامه می‌داد به ثمر نشست. اما وی برای این اصلاحات به «خشونت، تحقیر و اعدام» متوسل شد. هرمز چهارم بسیار نسبت به اشراف‌زادگان بدبین بود و همیشه به طبقات پایین جامعه تمایل داشت.

وی همچنین از روحانیون زرتشتی خواست تا آزار مسیحیان را متوقف کند. دیدگاه وی به روحانیون زرتشتی همانند دیدگاهش به اشراف‌زادگان بود. او به روحانیون زرتشتی علاقه‌ای نداشت و تعداد زیادی از آنان را کشت از جمله موبد ارشدش. وی همچنین بودجه ارتش را ۱۰ درصد کاهش داد.و بسیاری از قدرتمندان را قتل‌عام کرد از جمله بزرگمهر وزیر پدرش از خاندان کارن.

همچنین دومین برادر سیما برزین، ایزدگشنسپ از خاندان مهران که سپهبد بهرام ماه آذر بود و همچنین شاپور اسپهبدان پدر ویستهم و وندوی را نیز کشت. بر طبق تاریخ طبری، هرمز چهارم دستور قتل ۱۳٬۶۰۰ اشراف‌زاده و روحانی مذهبی را داد.

## وقوع جنگ داخلی

### شورش بهرام چوبین
در سال ۵۸۸ میلادی، یک ارتش بزرگ متشکل از نیروهای هپتالی و ترک به استان هرو ساسانی (به مرکزیت هرات امروزی) حمله کردند. بهرام چوبین که یک نابغه نظامی بود به فرماندهی ارتش دوازده هزار نفره منصوب شد و توانست سپاه ترکان را شکست دهد و فرمانده آنان ساوه شاه (همچنین ساوا یا صبا شاه در منابع ساسانی) را بکشد..
بهرام چوبین با امپراتوری بیزانس نیز نبرد می‌کرد. پس از چنین نبرد، وی از آنان شکست خورد و هرمز که نسبت به بهرام حسادت می‌کرد، از این واقعه برای راندن بهرام از دربارش و تحقیر او استفاده می‌کرد.

### کودتا در تیسفون و پیشروی بهرام چوبین
بهرام چوبین که از اقدامات هرمز به خشم آمده بود، در پاسخ به وی شورش کرد و با توجه به نجیب‌زاده بودن و دانش بالای نظامی که داشت، سربازان زیادی به او پیوستند. وی برای خراسان حاکم جدیدی را انتخاب کرد و سپس برای تیسفون که پایتخت ساسانیان بود نیز حاکمی قرار داد. هرمز تلاش کرد که اعتماد ویستهم و وندوی (که بسیار از هرمز متنفر بودند) را جلب کند.

این دو برادر از کاخ می‌گریزند و کودتایی ترتیب می‌دهند و موفق می‌شوند کاخ را تصرف کنند، هرمز را کور کرده و از پادشاهی عزل کنند.
پس از این واقعه خسرو پرویز (خواهر زاده آن‌ها) پسر هرمز به جای پدرش بر تخت جلوس می‌کند. این دو برادر مدرت کوتاهی پس از این واقعه هرمز را می‌کشند.
چند روز بعد، سپاهیان بهرام به کانال نهروان در نزدیکی تیسفون می‌رسند، در آن جا با نیروهای خسرو پرویز درگیر می‌شوند و آنان را شکست می‌دهند. پس از آن خسرو به همراه دایی‌ها و همسر و ۳۰ اشراف‌زاده به سرزمین روم شرقی فرار کرد. تیسفون نیز به دست بهرام افتاد.

### ورود خسرو به بیزانس و بازیابی سپاه

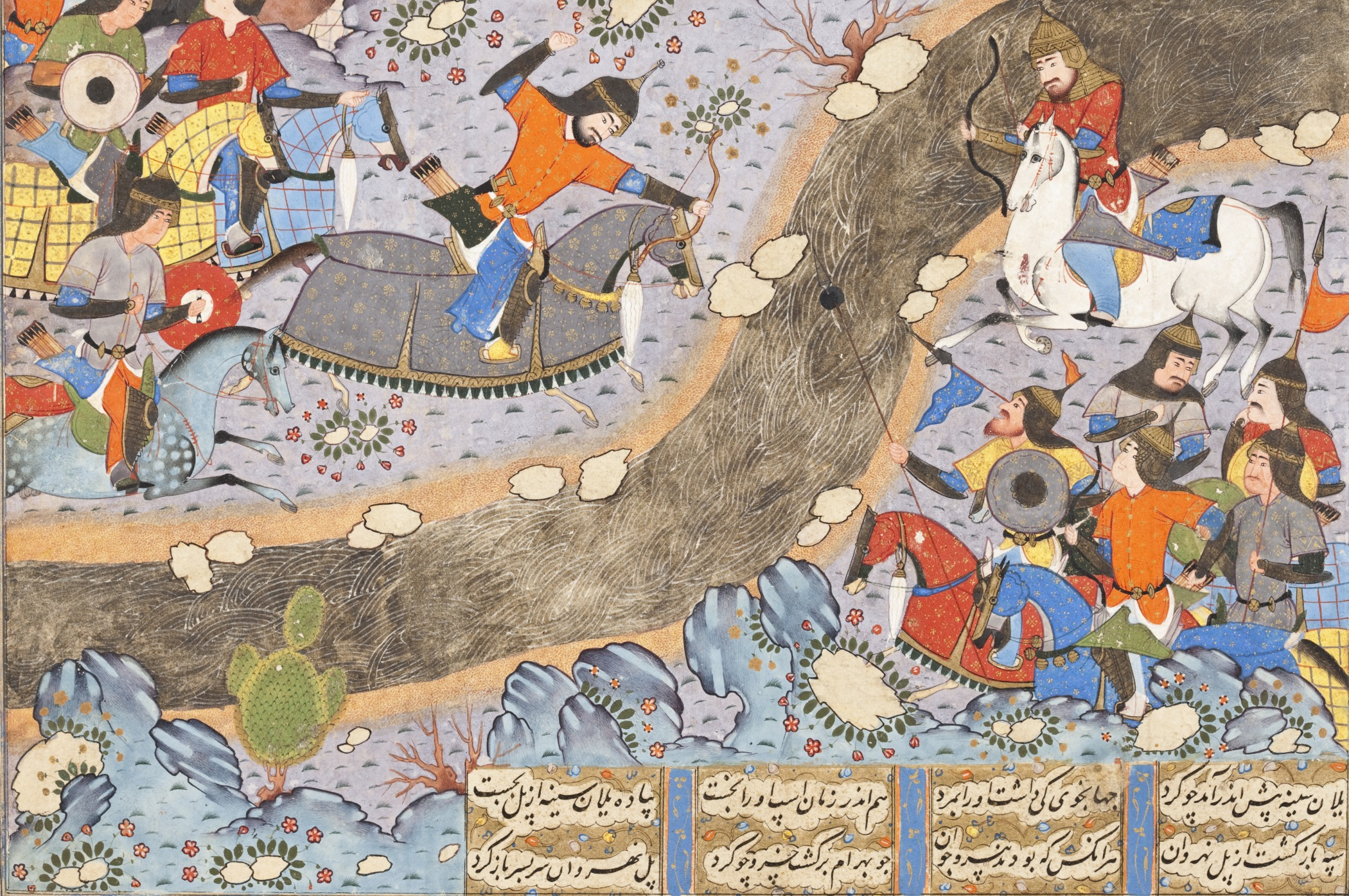
نبرد بهرام چوبین و وفاداران به امپراتوری ساسانی در نزدیکی تیسفون

خسرو پرویز به منظور جلب توجه موریس امپراتور بیزانس، به سوریه رفت و دستور ترک مخاصمه را برای سربازانش که در شهر سیلوان با نیروهای روم شرقی درگیر بودند فرستاد اما فایده‌ای نداشت.

سپس او پیامی به موریس فرستاد و از وی درخواست کمک کرد تا بتواند دوباره به تاج و تخت پادشاهی برسد.
موریس درخواست کمک وی را قبول کرد مشروط بر قبول این شرایط توسط خسرو:
- شهرهای آمد، حران، قلعه دارا و سیلوان مجدداً به قلمروی بیزانس بپیوندند.
- ایران مداخله در امور ارمنستان و گرجستان را متوقف کند (این امر کنترل لازستان را به بیزانس می‌داد).[۹]

در سال ۵۹۱ خسرو به ویرانشهر رفت و آماده حمله به قلمروی بهرام شد. در همان حال ویستهم و وندوی در آران، ارتش بزرگی را جمع‌آوری کردند. جان میستاکون فرمانده بیزانسی نیز ارتشی را در ارمنستان ایران تشکیل داد.
پس از مدتی، خسرو به همراه فرمانده بیزانسی کمنتیولوس از جنوب به بین‌النهرین حمله کردند. طی این حمله شهرهای سیلوان و نصیبین به تصرف نیروهای خسرو درآمد و زاتس پرهام فرمانده بهرام چوبین شکست خورد و کشته شد.
بریزایکیوس یکی دیگر از فرماندهان بهرام چوبین نیز در موصل دستگیر شد و گوش و بینی وی قطع گردید و برای خسرو فرستاده شد.

مدتی بعد خسرو احساس کرد که از جانب کمنتیولوس به وی بی‌احترامی می‌شود. خسرو توانست موریس را متقاعد کند که نارسیس را به جای کمنتیولوس به فرماندهی جنوب برگزیند. خسرو و نارسس به قلمرو بهرام هجوم آوردند و توانستند شهرهای ماردین و قلعه دارا را تصرف کنند. در این زمان خسرو دوباره اعلام پادشاهی کرد. در مدت کوتاهی پس از این رویداد، خسرو یکی از یاران ایرانی خودش به نام مهبد را برای تصرف تیسفون فرستاد که این حمله نیز موفقیت‌آمیز بود

در همین حال دو دایی خسرو و جان میستاکون پیشروی خود را ادامه دادند و شمال آران را تصرف کردند. سپس در پیشروی‌های بیشتر، گنزک را تصرف کرده و بهرام چوبین را شکست دادند. پس از آن بهرام به فرغانه نزد ترکان گریخت در حالی که خسرو قصد داشت او را بکشد یا ترکان را متقاعد کند که او را بکشند.

## رویدادهای پس از جنگ
صلح ساسانیان و بیزانس برقرار شد و بیزانس موفق به دریافت امتیازات زیر شد:
- بخش زیادی از ارمنستان ایران و گرجستان به قلمروی بیزانس پیوست.
- ادای احترام بیزانسی‌ها به ساسانیان که از قبل وضع شده بود لغو شد.[۱۰]

این صلح تا سال ۶۰۲ میلادی پایدار بود تا اینکه موریس توسط فوکاس کشته شد. پس از آن خسرو به روم شرقی اعلام جنگ داد.